# Hrabstwo Faribault

Piramida wieku hrabstwa

Hrabstwo Faribault ze stolicą w Blue Earth znajduje się w południowej części stanu Minnesota, USA. Według danych z roku 2005 zamieszkuje je 15 506 mieszkańców, z czego 97,11% stanowią biali. Nazwa hrabstwa wywodzi się od nazwiska francuskiego handlarza i kolonisty Jean-Baptiste Faribaulta.

## Warunki naturalne
Hrabstwo zajmuje obszar 1869 km² (722 mi²), z czego 1848 km² (714 mi²) to ląd, a 21 km² (8 mi²) woda. Graniczy z 6 innymi hrabstwami:
- Hrabstwo Blue Earth (północ)
- Hrabstwo Waseca (północny wschód)
- Hrabstwo Freeborn (wschód)
- Hrabstwo Winnebago (południowy wschód)
- Hrabstwo Kossuth (południowy zachód)
- Hrabstwo Martin (zachód)

### Główne szlaki drogowe
| - Interstate 90 - U.S. Highway 169 - Minnesota State Highway 22 | - Minnesota State Highway 109 - Minnesota State Highway 253 - Minnesota State Highway 254 |

## Demografia
Według spisu z 2000 roku hrabstwo zamieszkuje 16 181 osób, które tworzą 6652 gospodarstw domowych oraz 4476 rodzin. Gęstość zaludnienia wynosi 9 osób/km². Na terenie hrabstwa jest 7247 budynków mieszkalnych o częstości występowania wynoszącej 9 budynków/km². Hrabstwo zamieszkuje 97,11% ludności białej, 0,24% ludności czarnej, 0,19% rdzennych mieszkańców Ameryki, 0,36% Azjatów, 0,04% mieszkańców Pacyfiku, 1,36% ludności innej rasy oraz 0,69% ludności wywodzącej się z dwóch lub więcej ras, 3,5% ludności to Hiszpanie, Latynosi lub inni. Pochodzenia niemieckiego jest 45,5% mieszkańców, 21,2% norweskiego, a 5,1% irlandzkiego.
W hrabstwie znajduje się 6652 gospodarstw domowych, w których 28,5% stanowią dzieci poniżej 18. roku życia mieszkający z rodzicami, 57,8% małżeństwa mieszkające wspólnie, 6,1% stanowią samotne matki oraz 32,7% to osoby nie posiadające rodziny. 29,7% wszystkich gospodarstw domowych składa się z jednej osoby oraz 16,8% żyję samotnie i jest powyżej 65. roku życia. Średnia wielkość gospodarstwa domowego wynosi 2,36 osoby, a rodziny 2,93 osoby.
Przedział wiekowy populacji hrabstwa kształtuje się następująco: 24,4% osób poniżej 18. roku życia, 6,7% pomiędzy 18. a 24. rokiem życia, 23,2% pomiędzy 25. a 44. rokiem życia, 23,5% pomiędzy 45. a 64. rokiem życia oraz 22,2% osób powyżej 65. roku życia. Średni wiek populacji wynosi 42 lata. Na każde 100 kobiet przypada 97,2 mężczyzn. Na każde 100 kobiet powyżej 18. roku życia przypada 92,5 mężczyzn.
Średni dochód dla gospodarstwa domowego wynosi 34 440 dolarów, a średni dochód dla rodziny wynosi 41 793 dolarów. Mężczyźni osiągają średni dochód w wysokości 27 990 dolarów, a kobiety 20 224 dolarów. Średni dochód na osobę w hrabstwie wynosi 17 193 dolarów. Około 5,5% rodzin oraz 8,6% ludności żyje poniżej minimum socjalnego, z tego 9,4% poniżej 18 roku życia oraz 10,2% powyżej 65. roku życia.

## Miasta
- Blue Earth
- Bricelyn
- Delavan
- Easton
- Elmore
- Frost
- Kiester
- Minnesota Lake
- Walters
- Wells
- Winnebago